# Dilkea hebes
Dilkea hebes je biljka iz porodice Passifloraceae, roda Dilkea. Status nije sasvim riješen. Nema sinonima. Nije izvjesno je li u podrodu Dilkea ili Epkia ili je neki treći.
Raste u Peruu (od Maynasa do Loreta, okruzi Iquitos, Río Nanay, iznad Bellaviste, između Pampa Chice i Santa Clare, obalna šuma učestalo zaplahnuta valovima; osobito endemična u Iquitosu.
Nije svrstana u IUCN-ov popis ugroženih vrsta.

## Vanjske poveznice
- Dilkea na Germplasm Resources Information Network (GRIN)  Arhivirana inačica izvorne stranice od 5. svibnja 2009. (Wayback Machine), SAD-ov odjel za poljodjelstvo, služba za poljodjelska istraživanja.